# Die Geburt des Antichrist
Die Geburt des Antichrist è un film muto del 1922 diretto e interpretato da Friedrich Fehér.

## Produzione
Il film fu prodotto dalla Vita-Film AG (Wien), Odysseus-Film (Wien), Max Neufeld-Film (Wien).

## Distribuzione
Venne presentato in anteprima a Vienna il 24 marzo 1922.